# Železniční stanice Roš ha-Ajin darom
Železniční stanice Roš ha-Ajin darom (hebrejsky תחנת הרכבת ראש העין דרום‎, Tachanat ha-rakevet Roš ha-Ajin darom, uváděno také jen pod názvem Železniční stanice Roš ha-Ajin, תחנת הרכבת ראש העין, Tachanat ha-rakevet Roš ha-Ajin) je bývalá železniční stanice na železniční trati Tel Aviv-Ra'anana v Izraeli, respektive na zlomku původní trasy východní železniční tratě.
Leží v centrální části Izraele, v pobřežní planině, cca 14 kilometrů od břehu Středozemního moře v nadmořské výšce okolo 30 metrů. Je situována na východní okraj aglomerace Tel Avivu, konkrétně cca 1 kilometr západně od města Roš ha-Ajin. Jde o hustě osídlenou městskou krajinu, která ale severně a západně od stanice přechází v původní zemědělskou krajinu s vesnicemi jako Giv'at ha-Šloša. Nacházejí se zde prameniště řeky Jarkon a archeologická lokalita Tel Afek. Východně od stanice probíhá dálnice číslo 6 (Transizraelská dálnice). Na dopravní síť je stanice napojena pomocí lokální silnice 483.
Nachází se na dochovaném úseku východní železniční trati, která až do počátku 50. let 20. století byla jedinou spojnicí Tel Avivu a města Haifa. Po výstavbě pobřežní železniční trati mezi Tel Avivem a městy Netanja a Chadera ovšem role této trati klesla, postupně byl na ní provoz utlumen, zčásti došlo i k snesení kolejového svršku. Nynější stanice byla otevřena roku 2000. Šlo o součást dlouhodobých investic směřujících k posílení a zahuštění železniční sítě v aglomeraci Tel Avivu. Tehdy šlo o konečnou stanicí pro osobní přepravu z Tel Avivu (respektive z železniční stanice Bnej Brak). Po výstavbě železniční stanice Roš ha-Ajin Cafon roku 2003 severně odtud a po protažení nové železniční trati odbočkou do měst Kfar Saba a Hod ha-Šaron, byla železniční stanice Roš ha-Ajin Darom zrušena.